# Stazione di Ōfuna
La stazione di Ōfuna (大船駅?, Ōfuna-eki) è una stazione ferroviaria di Kamakura. È il termine comune della linea Keihin-Tōhoku e di molti treni della linea Shōnan-Shinjuku, nonché uno dei capolinea della Monorotaia Shōnan. La stazione è costruita al confine fra le città di Kamakura e di Yokohama, ma essendo l'ufficio del capostazione situato nella parte a Kamakura, tutta la stazione è amministrata come parte di essa.

## Linee

### Treni
- JR East
  - ■ Linea principale Tōkaidō
  - ■ Linea Shōnan-Shinjuku
  - ■ Linea Yokosuka
  - ■ Linea Keihin-Tōhoku

### Monorotaia
- Monorotaia Shōnan

## Stazioni adiacenti
| «                             | Servizio                 | »                        |
| Linea principale Tōkaidō      | Linea principale Tōkaidō | Linea principale Tōkaidō |
| ----------------------------- | ------------------------ | ------------------------ |
| Shinagawa                     | Rapido pendolari         | Fujisawa                 |
| Totsuka                       | Acty                     | Fujisawa                 |
| Totsuka                       | Locale                   | Fujisawa                 |
| Linea Yokosuka                |                          |                          |
| Totsuka                       | Locale                   | Kita-Kamakura            |
| Linea Shōnan-Shinjuku         |                          |                          |
| Totsuka                       | Rapido speciale          | Fujisawa                 |
| Totsuka                       | Rapido                   | Fujisawa                 |
| Totsuka                       | Locale                   | Kita-Kamakura            |
| Linea Keihin-Tōhoku (Negishi) |                          |                          |
| Hongōdai                      | Rapido                   | Capolinea                |
| Hongōdai                      | Locale                   | Capolinea                |
| Monorotaia Shōnan Enoshima    |                          |                          |
| Capolinea                     | -                        | Fujimichō                |